# Victor Jacob Koningsberger

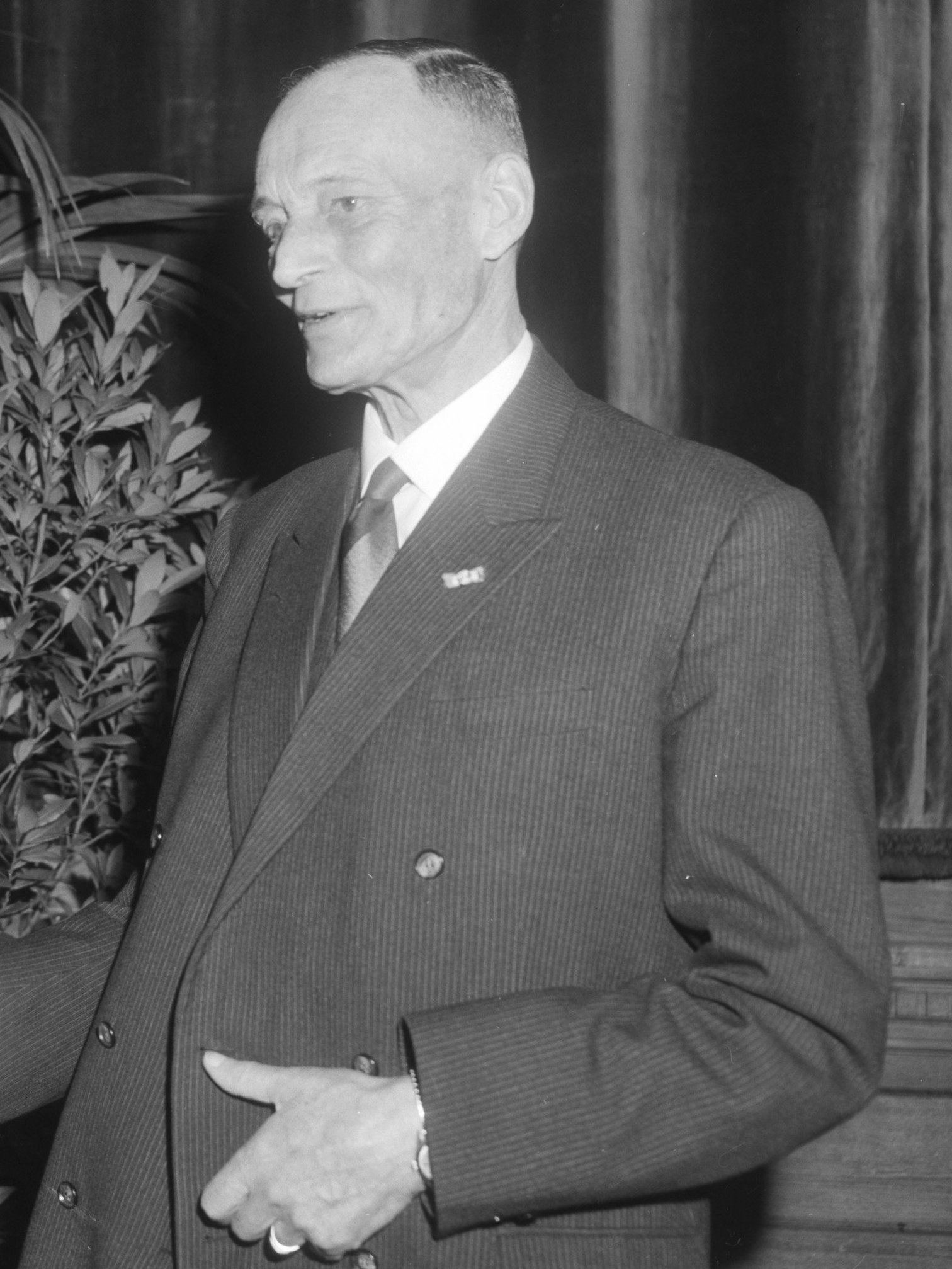
Koningsberger (1965)

Victor Jacob Koningsberger (Buitenzorg, Nederlands-Indië, 10 februari 1895 - Bilthoven, 28 februari 1966) was een bioloog en rector van de Universiteit Utrecht.

## Leven en werk

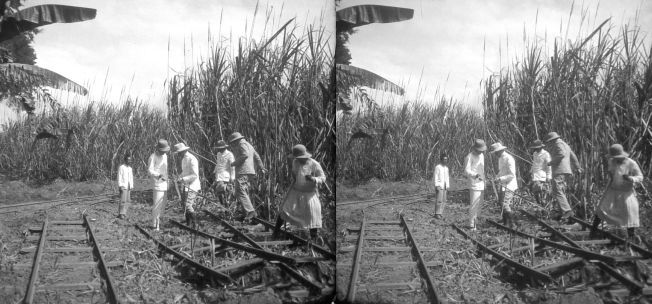
Koningsberger als controleur van ziek suikerriet in Nederlands-Indië

Koningsberger werd in 1895 op West-Java geboren als zoon van de bioloog en politicus Jacob Christiaan Koningsberger (enige jaren minister van Koloniën) en diens eerste vrouw Ursule Hellendoorn (1865-1899). Op vierjarige leeftijd keerde hij terug naar Nederland per schip, een reis waarop zijn moeder onderweg in het Suezkanaal overleed. Hoewel het eerst de bedoeling was om alleen op verlof terug te keren, zou hij bij familie in Nederland achterblijven. In 1914 deed hij eindexamen aan het Erasmiaans Gymnasium in Rotterdam. Tijdens het vervullen van zijn dienstplicht begon hij in januari 1917 aan zijn studie biologie aan de Rijksuniversiteit Utrecht, waar hij al in mei 1918 slaagde voor zijn kandidaatsexamen. Hij legde zich toe op de botanie, net als zijn vader, en werkte als student onder de hoogleraren Frits Went en Jordan. Hij was actief in het Utrechts Studenten Corps. In die periode ontmoette hij de biologe Tilly Dijkstra, zijn latere levensgezellin. Op 23 juni 1922 promoveerde hij bij Frits Went cum laude sine judicio op het proefschrift Tropismus und Wachstum waarin hij zich onder meer bezighield met het nauwkeurig vaststellen van de groeisnelheden van haverkiemplanten met een nieuw toestel, de automatische precisie-auxanometer, dat hij ontwierp. Daarna werkte hij als hoofdassistent van zijn promotor Went en als leraar in Hilversum.

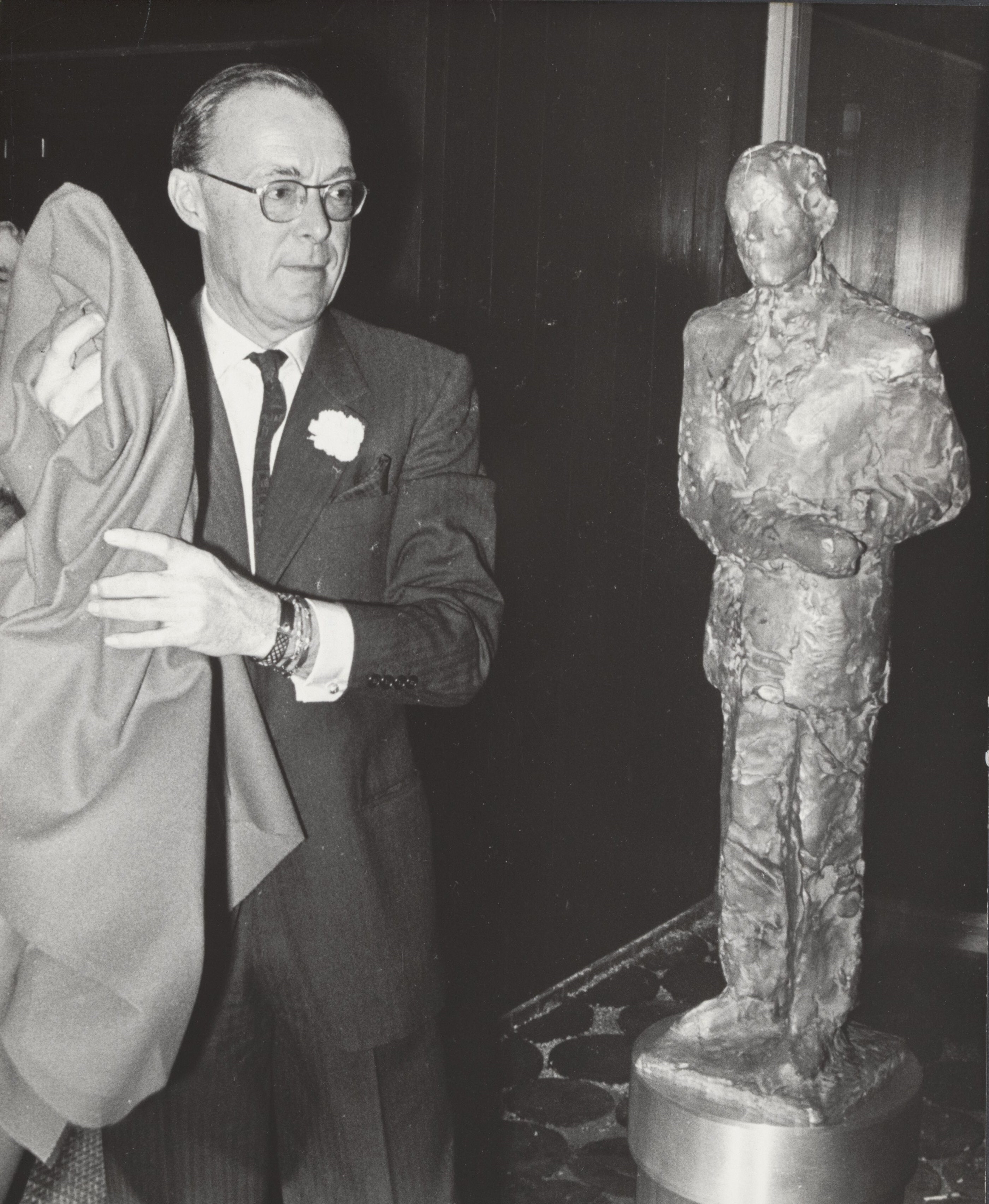
Beeld van Koningsberger onthuld door prins Bernhard (1968)

In 1924 ging hij aan de slag als leidinggevende in de proefstations Cheribon en Pasoeroean van de suikerproductie, die zich toen vooral in Nederlands-Indië bevond. Tevens had hij in dat jaar zitting in het eerste bestuur van de Utrechtse Biologen Vereniging. In 1934 werd hij benoemd tot hoogleraar in de algemene plantkunde in Utrecht als opvolger van Went. Hij onderzocht onder meer transportstromen en biochemische groeiprocessen in de plant. 
Op 25 november 1940 was Koningsberger de eerste Nederlandse academicus die openlijk protesteerde tegen het berufsverbot voor Joodse collega's (Cleveringa hield zijn beroemd geworden rede één dag later).
Kort na de oorlog keerde Koningsberger weer kort terug in de suikerindustrie, en reisde door Indonesië om te kijken hoe het ervoor stond met de plantages. Van 1951 tot 1965 was hij directeur van het Koninklijk Instituut voor de Tropen en in 1952-1953 rector magnificus van de Rijksuniversiteit Utrecht. Hij was van 1946 tot 1965 lid van Teylers Tweede Genootschap.

## Vernoemd
Sinds 2010 wordt aan de Universiteit Utrecht elk jaar de Koningsbergerlezing gehouden. De sprekers waren Albie Sachs (2010), Kees Schuyt (2011), Sari Nusseibeh (2012), Ben Bot (2013) en Martha Minow (2014). In april 2015 vernoemde de Universiteit Utrecht het toen nieuwe Victor J. Koningsbergergebouw op De Uithof naar hem.

## Onderscheidingen
- Kwalificatie Cum laude sine judicio bij zijn promotie, 1922
- Ridder in de Orde van de Nederlandse Leeuw
- Commandeur in de Orde van Oranje-Nassau
- Erelid van de Koninklijke Nederlandse Botanische Vereniging